# Všeobecné volby v Palestině 1996
Všeobecné volby v Palestině 1996 se uskutečnily dne 20. ledna 1996 na palestinských územích –Západním břehu Jordánu, Pásmu Gazy a Východním Jeruzalémě. Šlo o první volby státu Palestina. Ve volbách byl zvolen prezident Palestiny a členové Palestinské legislativní rady. Z voleb vzešla vláda, které předsedal zvolený prezident Jásir Arafat.

## Pozadí
V květnu 1994 vznikla na základě dohod z Osla Palestinská autonomie. Mělo jít o prozatímní vládní těleso, které mělo vládnout palestinským územím na dobu pěti let, během kterých mělo dojít k finální dohodě s Izraelem. Správní těleso Palestinské autonomie se zákonně vyčlenilo z Organizace pro osvobození Palestiny a bylo nově mezinárodně uznáno jako legální politický zástupce Palestinců.
Další volby do Palestinské legislativní rady se měly konat v květnu 1999, ale nakonec se kvůli bezpečnostní situaci a selhání mírového procesu konaly až v roce 2006.
Vzhledem ke krátké době existence politického tělesa Palestinské autonomie nebyly ve společnosti rozvinuty konvenční politické strany. Palestinské zájmy desetiletí hájila Organizace pro osvobození Palestiny, ve které byly zastoupeny osvobozenecké organizace a dominoval jí Fatah. Hlavní rival Fatahu, islamistický Hamás, volby (a celý mírový proces postavený na dvoustátním řešení) bojkotoval.

## Výsledky
Přes značné izraelské obstrukce se palestinskému statistickému úřadu podařilo zařídit nezbytnou registraci voličů. Obstrukce zahrnovaly dlouhé zpoždění při poskytování map a nezbytných informací a naléhání na předkládání dokumentů pouze v hebrejštině; v Gaze bylo na hraničním přechodu Erez zadrženo šest tun voličských průkazů, které nakonec musely být „ručně přeneseny přes betonové zátarasy, které byly rozmístěny na kontrolním stanovišti“.

### Prezidentské volby
Prezident byl zvolen prostým lidovým hlasováním. Výsledky voleb považovala většina pozorovatelů za předem dané, a to kvůli Arafatově dlouhodobé dominanci na palestinské politické scéně (byl pověřeným prezidentem Palestinské autonomie od jejího vzniku a před tím desítky let lídrem Organizace pro osvobození Palestiny) a velké úctě, kterou vůči němu většina Palestinců chovala. Jeho jediná oponentka, politička Samícha Chalíl (DFOP), byla z velké části považována za formální. Arafat vyhrál volby s 89,8 procenta hlasů proti 10,2 procentu pro Samíchu Chalíl.

### Legislativní rada
V parlamentních volbách bylo zvoleno 88 členů Palestinské legislativní rady z vícemandátových volebních obvodů, přičemž počet zástupců z každého volebního obvodu byl určen počtem obyvatel. 51 křesel připadlo na Západní břeh Jordánu a 37 na Pásmo Gazy. Několik mandátů bylo vyhrazeno pro křesťanské a samaritánské komunity.
| Strana                           | Hlasy     | Mandáty |
| -------------------------------- | --------- | ------- |
| Fatah                            | 1 085 593 | 50      |
| Palestinská komunistická strana  | 102 830   | 0       |
| Národně demokratická koalice     | 79 058    | 1       |
| Palestinská demokratická unie    | 71 672    | 1       |
| Blok svobody a nezávislosti      | 57 516    | 1       |
| Palestinská fronta lidového boje | 26 034    | 0       |
| Arabská osvobozenecká fronta     | 22 810    | 0       |
| Islámské hnutí boje              | 12 285    | 0       |
| Palestinský islámský džihád      | 8 391     | 0       |
| Národní demokratické hnutí       | 6 831     | 0       |
| Blok budoucnosti                 | 6 584     | 0       |
| Palestinská osvobozenecká fronta | 3 919     | 0       |
| Národní hnutí pro změnu          | 2 658     | 0       |
| Palestinská národní koalice      | 2 635     | 0       |
| Ba'athská strana                 | 2 230     | 0       |
| Progresivní národní blok         | 1 707     | 0       |
| Nezávislí                        | 2 020 213 | 35      |
| zdroj: JMCC                      |           |         |